# António de Spínola
António Sebastião Ribeiro de Spínola (Estremoz, 1910. április 11. – Lisszabon, 1996. augusztus 13.) portugál katonatiszt, politikus.
1928-tól aktív katonaként szolgált a portugál hadseregben. 1968-1973 között Bissau-Guinea katonai kormányzója és a vezérkari főnök helyettese volt. 1974-ben kiadta Portugália és a jövő című könyvét. Nem volt forradalmi alkat, de megelégelte az értelmetlen gyarmati háborúkat.
1974. április 24-25-én a szegfűk forradalmában megdöntötték Salazar utódjának, Marcello Caetanónak a diktatúráját. Azért nevezik szegfűk forradalmának, mert a katonák szegfűt raktak a fegyvereik csövébe. Május 15-én Spínolát elnöknek választotta a Nemzeti Megmentési Front. Ugyanezen a napon miniszterelnökké választották Adelino da Palma Carlost (május 15-július 7). A kabinetbe befogadta a szocialistákat és a kommunistákat is. Megalakult a Fegyveres Erők Mozgalma.
Július 17-szeptember 30: Miniszterelnök először Vasco Goncalves.
Július 27-én Spinola rádióbeszédében bejelentette a gyarmatok függetlenségéhez való jogát. 1974. szeptember 28-án a "csendes többség" nevében államcsínyt kísérelt meg, de nem sikerült és ezért szeptember 30-án le kellett mondania. Utóda, Francisco da Costa Gomes tábornok (1974-1976). 1975. március 11-én újabb államcsínyt kísérelt meg. A sikertelenség miatt el kellett hagynia az országot.
Elnöksége alatt feloszlatták a titkosrendőrséget és a Portugál Légiót, megtisztították a hadsereget a kompromittálódott elemektől. Megszüntették a cenzúrát és korrupció meg a spekuláció megszüntetését is célul tűzték ki. Szabadon engedték a politikai foglyokat.
1976-ban visszatért, de a későbbiekben már nem vállalt politikai szerepet.